# Start-stopsysteem
Een start-stopsysteem is een manier van brandstofbesparing in auto's. Het zorgt ervoor dat de motor automatisch uitgeschakeld wordt wanneer de auto stilstaat (bijvoorbeeld voor een rood verkeerslicht).
Het systeem is vooral efficiënt in stadsverkeer, waar veel gestopt moet worden, bijvoorbeeld bij een verkeerslicht of in  files. De aanwezigheid van een start-stopsysteem in de auto kan leiden tot een brandstofbesparing en een vermindering van de CO2-uitstoot tot 8% in stadsverkeer.

## Werking

### Handgeschakeld
Wanneer de bestuurder het voertuig tot stilstand brengt en de versnellingspook in neutraal zet, krijgt het systeem een signaal en wordt de motor van het voertuig automatisch uitgeschakeld. Wanneer de bestuurder wederom wil vertrekken en het koppelingspedaal indrukt, krijgt de startmotor het signaal om de motor opnieuw te starten. Zodra de wagen in versnelling gezet wordt en de koppeling ingedrukt wordt, slaat de motor automatisch weer aan. De bestuurder kan daarna opnieuw optrekken op eenzelfde manier als bij een wagen zonder start-stopsysteem.

### Automaat
Wanneer er bij een automatisch geschakelde auto gebruik wordt gemaakt van het start-stopsysteem wordt de motor uitgeschakeld wanneer de auto volledig stilstaat. Als de bestuurder de auto afremt en stil komt te staan schakelt de motor uit. Wanneer de rem wordt losgelaten start de motor weer waarna opnieuw vertrokken kan worden door gas te geven.

## Geschiedenis
Naar aanleiding van de energiecrisis van de jaren 1970 zochten de autofabrikanten naar technologieën om auto's efficiënter te maken. De firma FIAT bracht in 1980 een automodel uit, de Fiat Ritmo ES, dat uitgerust was met een systeem dat de motor uitzette als de snelheid onder de 6 kilometer per uur kwam.
De techniek werd in de jaren 90 weer opgepakt door Citroën, dat gezamenlijk met onderdelenleverancier Valeo een nieuwe uitwerking van deze techniek op de markt bracht in een aantal versies van de Citroën C3.